# Made for Love (film)
Made for Love è un film drammatico muto statunitense del 1926 diretto da Paul Sloane, prodotto da Cecil B. DeMille e interpretato da Leatrice Joy.

## Produzione
Nella prima bobina, l'introduzione di Joan (Leatrice Joy) è accompagnata da un primo piano con il suo nuovo taglio di capelli. Joy si era tagliata i capelli impulsivamente nel 1926 e DeMille, che Joy aveva seguito quando aveva fondato la Producers Distributing Corporation, era contrariato perché le impediva di interpretare ruoli femminili tradizionali. Lo studio sviluppò progetti con ruoli adatti alla nuova "acconciatura di Leatrice Joy", e Made for Love fu il primo di cinque film realizzati prima che i suoi capelli ricrescessero. Nonostante ciò, una disputa professionale avrebbe posto fine alla partnership Joy/DeMille nel 1928.
Una copia di Made for Love è conservata presso l'UCLA Film and Television Archive.